# Discestra dianthi
Discestra dianthi là một loài bướm đêm trong họ Noctuidae.